# اشتباكات غزة وإسرائيل (مارس 2012)
اشتباكات غزة-إسرائيل مارس 2012 التي أطلقت عليها إسرائيل اسم عملية إعادة الصدى (بالعبرية: מבצע הד חוזר) كانت نزاع عسكري بين الجيش الإسرائيلي و‌لجان المقاومة الشعبية في قطاع غزة و‌المنطقة الجنوبية لإسرائيل من 9 مارس حتى 14 مارس 2012. وكان ذلك أسوأ اندلاع للعنف الذي تغطيه وسائل الإعلام في المنطقة منذ حرب غزة في الفترة 2008-2009 (عملية الرصاص المصبوب).
وفي 9 مارس، نفذت إسرائيل ضربة جوية مستهدفة في قطاع غزة أسفرت عن مقتل زهير القيسي، الأمين العام للجان المقاومة الشعبية. كما قتل مسلح آخر في الهجوم، كما أصيب رجل قريب بجروح خطيرة. ووفقا لجيش الإسرائيلي، ورغم أن لجان المقاومة الشعبية تنفي ذلك، فإن القيسي أشرف على هجمات 2011 جنوب إسرائيل عبر الحدود، التي قتلت ثمانية إسرائيليين بينهم ستة مدنيين. وقال مسؤولون إسرائيليون إنه كان يعد المراحل النهائية لهجوم ضخم جديد كان يمكن أن يؤدي إلى مقتل عدة أشخاص. وقد ردت جماعات المقاومة الفلسطينية بشن هجمات صاروخية على إسرائيل، حيث تم إطلاق أكثر من 300 صاروخ جراد وصواريخ القسام وقذائف الهاون، منها 177 أصابت الأراضي الإسرائيلية التي ضربت المراكز الحضرية الرئيسية في أشدود و‌أشكيلون و‌بئر السبع، بالإضافة إلى المجتمعات الصغيرة. وأصيب ثلاثة وعشرون إسرائيليا، جميعهم من المدنيين، وأبقيت المدارس في جميع أنحاء جنوب إسرائيل مغلقة طوال معظم الأسبوع. وقد اعترض نظام الدفاع الصاروخي الإسرائيلي القبة الحديدية العديد من القذائف التي أطلقها الفلسطينيون والتي استهدفت مدن كبيرة، مما أسقط 56 صاروخا في 71 محاولة.
وهاجمت إسرائيل بـ 37 ضربة جوية على منشآت تخزين الأسلحة في غزة، ومواقع إطلاق الصواريخ، ومنشآت تصنيع الأسلحة، وقواعد التدريب، والمواقع، والأنفاق والمقاتلين، مما أسفر عن مقتل 22، معظمهم من الجهاد الإسلامي الفلسطيني وآخرين من لجان المقاومة الشعبية. كما قتل أربعة مدنيين. وأفيد بأن 74 فلسطينيا آخرين أصيبوا بجروح أثناء النزاع، معظمهم من المدنيين. ووقد زعمت إسرائيل فيما بعد أن بعض القتلى والجرحى في صفوف المدنيين الفلسطينيين خلال التصعيد، والتي أفادت التقارير بأنهم ضحايا للاشتباكات، وأن لا علاقة لهم بالعمليات الإسرائيلية.
وقد أدانت الولايات المتحدة وفرنسا ومسؤول من الأمم المتحدة الهجمات الفلسطينية، وشددت الولايات المتحدة على أن لإسرائيل الحق في الدفاع عن نفسها. ونددت منظمة المؤتمر الإسلامي و‌جامعة الدول العربية و‌سوريا و‌مصر و‌إيران بضربات إسرائيل الجوية على غزة.
 وفي 13 مارس، توسطت مصر لوقف إطلاق النار بين إسرائيل والجماعات الفلسطينية المسلحة. ولم تشارك حماس في القتال بشكل مباشر، وأصرت على «أن الحرب الشاملة ستكون مدمرة للشعب الفلسطيني».

## خلفية
في 18 أغسطس 2011 ، نُفذت سلسلة من الهجمات الموازية عبر الحدود والتغطية المتبادلة في جنوب إسرائيل على الطريق السريع 12 (إسرائيل) [الإنجليزية] بالقرب من الحدود المصرية من قبل فرقة من المفترض أنها تتكون من 12 مسلحًا في أربع مجموعات. أطلق المسلحون النار في البداية على حافلة إيجد رقم 392 كانت تسير على الطريق السريع 12 في النقب بالقرب من إيلات. وبعد عدة دقائق، انفجرت قنبلة بالقرب من دورية للجيش الإسرائيلي على طول حدود إسرائيل مع مصر. وفي هجوم ثالث أصاب صاروخ مضاد للدروع مركبة خاصة وقتل أربعة مدنيين. قُتل ثمانية إسرائيليين - ستة مدنيين وضابط شرطة وحدة اليمام الخاصة وجندي من لواء غولاني - في هجوم متعدد المراحل. أفاد جيش الاحتلال الإسرائيلي بمقتل ثمانية مهاجمين، وأفادت قوات الأمن المصرية بقتل اثنين آخرين.

## التسلسل الزمني للأحداث

### 9 مارس
أسفرت غارة بعد ظهر هذا اليوم على سيارة في مدينة غزة عن مقتل زهير القيسي أمين عام لجان المقاومة الشعبية ومحمود الحنني، وهما داخل سيارة القيسي في حي تل الهوى، مما أدى إلى احتراق السيارة وفصل رأسيهما عن جسديهما. وادعى الجيش الإسرائيلي أنه قتل القيسي لأنه كان بصدد تنظيم هجوم كبير على حدود إسرائيل مع غزة، ويُعتقد أن القيسي أحد العقول المدبرة لهجمات جنوب إسرائيل عبر الحدود عام 2011، والتي أسفرت عن مقتل ثمانية إسرائيليين. كان الحنني أحد الفلسطينيين الذين حُرروا من إسرائيل كجزء من صفقة إطلاق سراح جلعاد شليط في عام 2011، المبعد من نابلس في الضفة الغربية إلى غزة.
وقد قُتل خمسة فلسطينيين من بينهم أبو إبراهيم زهير القيسي في ثلاث غارات جوية اسرائيلية على غزة.
وفي اليوم نفسه، كثف الفلسطينيون القصف الصاروخي اليومي على إسرائيل مما أدى إلى إصابة ثلاثة أشخاص وإصابة اثنين بجروح. وقتل سلاح الجو الإسرائيلي 15 مسلحا ومدنيا في هجمات انتقامية. نجحت القبة الحديدية في اعتراض 90 بالمائة من الصواريخ المستهدفة. في 10 آذار / مارس، استمرت الهجمات على إسرائيل دون إحداث أضرار. وقُتل عدد من الفلسطينيين أثناء الاستعداد لإطلاق صواريخ. أطلق مسلحون نيران بنادقهم في الهواء وهتف المتظاهرون "انتقم انتقم!" خلال المواكب الجنائزية في مدينة غزة. تفاصيل الهجمات الصاروخية الفلسطينية الفردية في 9 آذار / مارس:
- أطلقت قذيفتا هاون على مجلس إشكول الإقليمي.[48]
- في وقت مبكر من المساء، اعترضت القبة الحديدية ما لا يقل عن أربعة صواريخ غراد أطلقت على أشدود غان يفني وكريات ملاخي.[49]
- في وقت متأخر من المساء أطلقت عدة صواريخ باتجاه بئر السبع. هبط بعضها في ضواحي المدينة، واعترضت القبة الحديدية واحدة على الأقل.[49]
- أُطلق ستة صواريخ قسام على المجالس الإقليمية في شاعر هنيغف وسدوت النقب وإشكول.[50]

### 10 مارس
تفاصيل الهجمات الصاروخية الفلسطينية:
- أدى إطلاق صاروخ باتجاه بئر السبع ليلاً إلى إلحاق أضرار بمبنى وتفعيل صفارات الإنذار. وفر السكان إلى الملاجئ. أُطلق صاروخ ثان باتجاه المدينة اعترضته القبة الحديدية.[51]
- أُطلق صاروخين على أشدود اعترضتهما القبة الحديدية.[52]
- سقط صاروخ أُطلق باتجاه بئر السبع من شمال قطاع غزة في منطقة مفتوحة.[53]
- انفجر صاروخان في مجلس إشكول الإقليمي.[54][55]
- انفجر صاروخ قرب سديروت. انطلق إنذار اللون الأحمر في المنطقة.[56]
- انفجار صاروخ القسام في مجلس شاعر هنيغف الإقليمي.[57]
- اعترضت القبة الحديدية صاروخين أُطلقا على عسقلان.[58]
- انفجر صاروخان في مجلس إشكول الإقليمي.[59]
- وانفجر صاروخ بالقرب من نتيفوت وسقط آخر بالقرب من سديروت.[60]
- قبل فترة وجيزة من الثانية مساءً، انفجر صاروخ قسام في مزرعة في مجلس إشكول الإقليمي.[61]
- سقط صاروخان على مجلس شاعر هنيغف الإقليمي في غضون ساعة.[62]
- أصاب صاروخان مجلس إشكول الإقليمي.[63]
- أُطلق صاروخين على أشدود اعترضتهما القبة الحديدية. انطلق إنذار اللون الأحمر في المدينة.[64]
- بعد حلول الظلام، سقطت شظايا صاروخ اعترضته القبة الحديدية فوق عسقلان على منزل في المدينة.[65]
- سقوط صاروخ بالقرب من منشأة زراعية في مجلس بئر توفيا الإقليمي [الإنجليزية].[66]
- سقط صاروخ قسام على إسطبل قرب كريات ملاخي مما أدى إلى مقتل حصان.[67]
- أُطلق صاروخين من نوع غراد باتجاه عسقلان.[66]
- انفجرت خمسة صواريخ في مناطق مفتوحة في مجلس إشكول الإقليمي.[68]

### 11 مارس

#### الجانب الإسرائيلي
- في الصباح، أُطلق صاروخان على إسرائيل، أحدهما على مجلس إشكول الإقليمي والآخر على عسقلان.[69]
- في وقت لاحق من صباح اليوم، أُطلقت عدة صواريخ باتجاه أشدود، اعترضت القبة الحديدية أحدها على الأقل.[70]
- سقطت شظايا صاروخ على مدينة بئر السبع اعترضته القبة الحديدية. ولحقت أضرار بمركبة وأنبوب صرف صحي وأصيب عدد من السكان بالصدمة.[71]
- أصاب صاروخ مدرسة في بئر السبع، [72] وانفجر في فنائها وألحق أضرارا بجدرانها الخارجية وفُصلت أجزاء من الحي عن الخطوط الأرضية. سقط صاروخ ثان وسط حي سكني بالمدينة. ولحقت أضرار بخمسة عشر منزلا وأصيب عدد من السكان بالصدمة.[73]
- أُطلق صاروخين باتجاه أوفاكيم.[74]
- انفجرت ثلاثة صواريخ القسام في مجلس إشكول الإقليمي.[75]
- اعترضت القبة الحديدية صاروخين أُطلقا على عسقلان.[76]
- صاروخان من صواريخ قسام سقطتا على مجلس اشكول الاقليمي.[77]
- في وقت متأخر من الليل، أُطلقت أربعة صواريخ غراد باتجاه عسقلان. اعترضت القبة الحديدية بعض منها.[78][79]

#### الجانب الفلسطيني
قُتل ثلاثة من مقاتلي سرايا القدس في قصف إسرائيلي استهدفهم خلال تصديهم للقوات المتوغلة قرب معبر صوفا، شرقي مدينة رفح جنوبي القطاع.
على الساعة 17:40 من مساء أطلقت طائرة إسرائيلية تجاه مجموعة من الشبان تواجدوا في محيط محطة خدمات الواقعة في مشروع عامر غرب جباليا صاروخاً واحداً على الأقل، ولم يُبلغ عن وقوع إصابات أو أضرار.
أطلقت البحرية الإسرائيلية قذيفة وفتحت النار صوب الصيادين ومراكبهمم قبالة بحر منطقة السودانية، شمال غرب مدينة غزة.
استولت كتائب القسام على طائرة استطلاع "بدون طيار" من نوع "فارس السماء"، تابعة للقوات الجوية الإسرائيلية، سقطت في خان يونس جنوب قطاع غزة. وزعم موقع "واللا" الإسرائيلي إن الطائرة سقطت نتيجة خلل فني.

### 12 مارس
في 12 آذار /مارس نفذت إسرائيل تسع غارات على أهداف عسكرية.
عقد نتنياهو مع ديفيد كاميرون، رئيس الوزراء البريطاني، الذي يزور إسرائيل، مؤتمرًا صحفيًا صرح فيه، «الجيش الإسرائيلي سيرد بقوة على إطلاق الصواريخ».
وأكدت حركة الجهاد الإسلامي مقتل اثنين من عناصرها. وفي هجوم آخر أصيب خمسة مدنيين. قُتل تلميذ يبلغ من العمر 16 عامًا في 12 مارس / آذار، على الرغم من أن وفاته تبين لاحقًا أنها لا علاقة لها بالعمليات الإسرائيلية. أصيب 24 شخصًا بينهم أطفال في قصف استهدف مدينة غزة قبل الفجر. عند حوالي الساعة 13:30 من مساء، تسبب قصف طائرة إسرائيلية في قتل محمد مصطفى الحسومي (65 عاماً)، وابنته فايزة (30 عاماً)، التي توفيت متأثرة بجراحها بعد دقائق من إصابتها، وقد كانا متواجدين في أرض زراعية يملكها االحسومي بجوار منزله الكائنأثناء الغارة.
ظلت المدارس في جنوب إسرائيل مغلقة. وأغلقت السلطات الإسرائيلية إغلاق معبر كرم أبو سالم التجاري أمام حركة البضائع بحجة تردي الوضع الأمني، وهو المعبر الوحيد مع قطاع غزة.
أطلق فلسطينيون 42 صاروخا على إسرائيل. تفاصيل الهجمات الفردية:
- خلال الليل أطلقت سبعة صواريخ قسام على مجلس إشكول الإقليمي. سقط أحدهم في قرية وألحق أضرارًا بالعديد من المنازل والمركبات.[91][92][93]
- في ساعات الصباح، أطلقت ثلاثة صواريخ باتجاه بئر السبع. اعتراض القبة الحديدية أحدهما بينما سقط الآخران خارج المدينة. انطلقت صافرة الإنذار في المدينة.[94]
- في الصباح، اعترضت القبة الحديدية خمسة صواريخ أطلقت باتجاه أشدود. سقط صاروخ إضافي واحد على الأقل بالقرب من المدينة. انطلق إنذار اللون الأحمر في المدينة والمناطق المحيطة بها.[95][96]
- تضررت شاحنتان كانتا تنقلان بضائع من إسرائيل إلى قطاع غزة بقذائف الهاون على جانب غزة من معبر كرم أبو سالم الحدودي.[97]
- سقوط صاروخ قسام على مجلس إشكول الإقليمي.[98]
- سقط صاروخان من صواريخ القسام على مجلس شاعر هنيغف الإقليمي.[99]
- حوالي الواحدة  مساء، انفجر صاروخان من نوع غراد بالقرب من بئر السبع. ودوت صفارات الانذار في المدينة.[100]
- حوالي الساعة 1:30 مساء اليوم، انفجر صاروخ قسام أُطلق من شمال قطاع غزة في مجلس أشكول الإقليمي.[101]
- حوالي الساعة 1:30 بعد الظهر، سقط صاروخ أو صاروخان بالقرب من غديرا. ولحقت أضرار بمركبتين وأصيب عدد من الأشخاص بالصدمة.[102][103] وهو أقصى هدف شمالي يصيبه الفلسطينيون، ويقع على بعد 28 كيلومترًا (17 ميل) جنوب شرق تل أبيب و12 كيلومترًا (7.5 ميل) شرق أشدود.[104]
- حوالي الساعة 2:30 مساء، انفجرت ثلاثة صواريخ في مجلس اشكول الإقليمي.[105]
- حوالي الساعة 2:30 مساء، انفجر صاروخ في أشدود. وأصيب شخصان بشظايا وأصيب عدد آخر بالصدمة. تضرر مخازن وسيارة.[106][107] أُطلق صاروخين آخرين على المدينة اعترضتهما القبة الحديدية.[108]
- حوالي الساعة 4:30 مساء، انفجر صاروخ قرب أوفاكيم.[109]
- حوالي 5 مساء اليوم، اعترضت القبة الحديدية صاروخا أُطلق باتجاه أشدود.[110]
- حوالي الساعة 6:30 مساء، انفجر صاروخان في مجلس إشكول الإقليمي.[111]
- حوالي 8 مساء اليوم، اعترضت القبة الحديدية صاروخين أُطلقا على عسقلان. سقط صاروخ ثالث في منطقة مفتوحة.[112] ودوت صفارات الانذار في المدينة.[113]
- حوالي 9 مساء اليوم، أطلقت قذيفتا هاون باتجاه إسرائيل.[114]
- حوالي 10 مساء، انفجر صاروخ قسام في مجلس اشكول الاقليمي.[115]

### 13 مارس

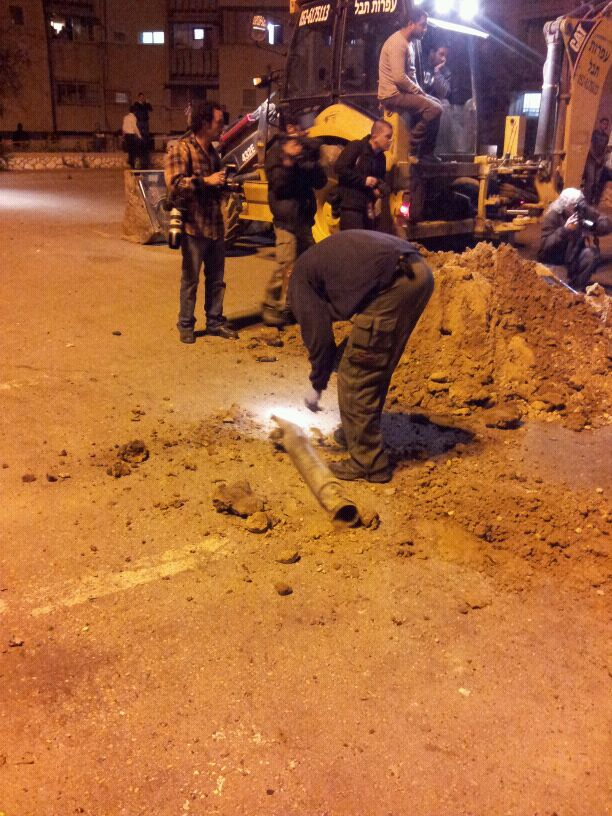
أصاب صاروخ أُطلق من غزة مدينة نتيفوت

تم التوصل إلى وقف غير رسمي لإطلاق النار في وقت مبكر من يوم 13 مارس. وعلى الرغم من ذلك، أطلق الفلسطينيون ما لا يقل عن 7 صواريخ و10 قذائف هاون على إسرائيل طوال اليوم. عقد بنيامين نتنياهو، رئيس الوزراء الإسرائيلي، اجتماعًا طارئًا لمجلس الوزراء صباحًا لمناقشة الوضع في الجنوب بعد أن سقوط الصواريخ قبل يوم بأكبر وابل من الصواريخ منذ عام 2012.
تفاصيل الهجمات الفردية:
- انفجر قبل الصباح صاروخ في مجلس شاعر هنيغف الإقليمي.[120]
- في ساعات الصباح، سقطت قذيفة هاون على مجلس هوف عسقلان الإقليمي.[121]
- في ساعات الصباح انفجر صاروخ قسام في مجلس إشكول الإقليمي.[122]
- في حوالي الساعة 10:30 صباحًا، أطلقت قذيفة هاون على مجلس هوف عسقلان الإقليمي. وأطلق إنذار اللون الأحمر في المنطقة، لكن يبدو أنها سقطت داخل قطاع غزة.[123]
- وفي ساعات الظهر، أطلقت ست قذائف هاون على مجلس إشكول الإقليمي.[124][125]
- في حوالي الساعة 7 مساءً، أُطلق صاروخ القسام على المجلس الإقليمي لساحل عسقلان.[126]
- قرابة الساعة الثامنة مساءً، أطلقت قذيفة هاون على مجلس إشكول الإقليمي.[127]
- في حوالي الساعة 11 مساءً، انفجر صاروخ في موقف للسيارات في نتيفوت. وأصيب رجل يبلغ من العمر 40 عاما بشظايا، كما أصيب 20 آخرون بالصدمة.[128] ولحقت أضرار بعدة سيارات.[129] ضربت طائرات سلاح الجو الإسرائيلي أهدافا في غزة ردا على ذلك في الصباح الباكر من يوم 14 مارس / آذار[130]

### 14 مارس
على الرغم من وقف إطلاق النار الهش، واصل الفلسطينيون إطلاق الصواريخ على إسرائيل. حوالي الساعة 7 مساءً، اعترضت القبة الحديدية صاروخ غراد أُطلق على بئر السبع. سقط صاروخ ثان في حقل فارغ. لم تتسبب أي من المقذوفين في حدوث إصابات أو أضرار. في أعقاب الهجوم، أعلنت السلطات المحلية إغلاق المدارس في أشدود وعسقلان وبئر السبع وكريات جات وكريات ملاخي وغان يفني ومجلس بني شمعون الإقليمي في 15 مارس / آذار. كانت بعض المدارس قد فتحت أبوابها في 14 مارس / آذار بعد أن اعتُبر أن التصعيد الأخير قد انتهى. وردت إسرائيل على الهجوم بغارات جوية على نفق تسلل وموقع لإطلاق الصواريخ.

### 15 مارس
أطلق الفلسطينيون وابلًا من الصواريخ على إسرائيل. وأشاد الأمين العام لحزب الله، حسن نصر الله، بالهجمات، وأشاد في حفل تخرج حزب الله بحقيقة أن «المقاومة تمكنت من إجبار مليون ونصف المليون إسرائيلي على البقاء في الملاجئ».
تفاصيل الهجمات الفردية:
- في الصباح، أُطلق فلسطينيون صاروخ قسام على مجلس سدوت النقب الإقليمي بالقرب من نتيفوت.[135]
- بعد عدة ساعات، اعترضت القبة الحديدية صاروخ غراد أُطلق باتجاه بئر السبع. ودوت صفارات الانذار في المنطقة.[133]
- بعد حلول الظلام، اعترضت القبة الحديدية صاروخ غراد أُطلق باتجاه أشدود، وسُمع دوي صفارات الإنذار في المنطقة.[136]
- حوالي الساعة 9 مساءً، أُطلق صاروخ على مجلس إشكول الإقليمي.[137]
- حوالي الساعة 9:30 مساءً، انفجر صاروخ في مجلس هوف عسقلان الإقليمي.[138]

### 16 مارس
أُطلق صاروخًا على مجلس إشكول الإقليمي.

### 19 مارس
أُطلق صاروخًا على مجلس إشكول الإقليمي، دون التسبب في وقوع إصابات أو أضرار.

### 20 مارس
أُطلق صاروخًا على مجلس إشكول الإقليمي، دون التسبب في وقوع إصابات أو أضرار.

### 21 مارس
أُطلق صاروخًا على مجلس إشكول الإقليمي. وفي وقت لاحق أطلقت قذيفة هاون على مجلس شاعر هنيغف الإقليمي. وأعقب ذلك بعد لحظات إطلاق قذيفة هاون ثانية على جنود الجيش الإسرائيلي بالقرب من السياج الحدودي. ولم ترد أنباء عن وقوع اصابات أو اضرار في أي من الهجمات.

### 29 مارس
فتحت السلطات الإسرائيلية معبر كرم أبو سالم التجاري جنوب شرق قطاع غزة بعد أن أغلقته مساء الأربعاء الماضي (12 مارس).
أُطلق ثلاث قذائف هاون على مجلس إشكول الإقليمي، دون التسبب في وقوع إصابات أو أضرار.

## الحوادث المتنازع عليها
في 12 آذار/مارس، قُتل نايف شعبان نايف قرموط البالغ من العمر 16 عامًا وأصيب ستة شبان آخرين في انفجار على ما يبدو بالقرب من بيت لاهيا في قطاع غزة. وقال أدهم أبو سلمية، المتحدث باسم الخدمات الطبية في الأراضي التي تسيطر عليها حماس، إن قرموط قُتل في غارة جوية إسرائيلية. لكن الجيش الإسرائيلي نفى وقوع أي غارات جوية في ذلك الوقت والمكان. وقال مراسل وكالة الأنباء الفرنسية في مكان الحادث إنه لم تكن هناك مؤشرات على أي ارتطام يتفق مع غارة جوية، وأن السبب الأكثر احتمالا لوفاة الشاب كان عبوة ناسفة كان يحملها.
في 14 مارس / آذار، قال أدهم أبو سلمية إن بركة المغراهبي البالغ من العمر 8 سنوات توفي متأثرًا بجروح أصيبت بها في نفس الغارة الجوية المزعومة التي قال إنها قتلت نايف قرموط. ومع ذلك، في نفس اليوم، قال شهود وأقارب إن الصبي قُتل برصاصة خاطئة في رأسه عندما أطلق مسلحون النار في الهواء خلال جنازة في غزة لأحد المسلحين. صحح أبو سلمية روايته، وألقى باللوم على روايته الأصلية على «معلومات خاطئة»من المستشفى.

## ردود الفعل
- الأمم المتحدة : أدانت الأمم المتحدة أعمال العنف.[150][151]
- الاتحاد الأوروبي : دعا الاتحاد الأوروبي كل الاطراف الى "تجنب التصعيد" و"إعادة الهدوء".[150]
- الولايات المتحدة : أدانت الولايات المتحدة إطلاق الصواريخ على إسرائيل وعبرت عن قلقها لتجدد العنف في القطاع.[150] وشددت على أن لإسرائيل الحق في الدفاع عن نفسها.[152][153]
- فرنسا : أعربت فرنسا عن قلقها الشديد داعية بإلحاح إلى ضبط النفس والعودة إلى التهدئة لتجنب حصول تدهور يدفع ثمنه المدنيون مرة جديدة.[151]
- منظمة التعاون الإسلامي: أدان الأمين العام للمنظمة الضربات الجوية الإسرائيلية على غزة.[24]
- مصر : أدان وزير الخارجية المصري محمد كامل عمرو الضربات الجوية الإسرائيلية على غزة ودعا إلى وقف فوري للهجمات لمنع المزيد من إراقة الدماء.[154][155]
- الجامعة العربية : أدانت عمليات الجيش الإسرائيلي في قطاع غزة[155]

النتيجة، وفقًا لليور سابير (بالإنجليزية: Leor Sapir)‏، جلبت خمس مزايا إستراتيجية لإسرائيل: (1) مكنت نظام سلاح جديد من الاختبار في بيئة تشغيلية أصيلة: (2) قدمت بيانات مهمة للتحقق مما إذا كانت تقنية القبة الحديدية تلبي توقعاتها الأصلية. (3) ألهمت الثقة في قدرات النظام ووضعت توقعات واقعية: (4) مكنت، في نزاع خاضع للسيطرة، من جعل البنية التحتية في غزة تهدر عددًا كبيرًا من الصواريخ: (5) قبل كل شيء، تفعيل القبة الحديدية له تأثير تأثير رادع من خلال إرسال رسالة قوية بمعدل إصابة 76 بالمائة إلى إيران وحزب الله.

## تغريدات تويتر
بعض صور الأطفال في الصراع عفا عليها الزمن وأثارت الجدل. أثناء الاشتباكات بين غزة وإسرائيل في آذار / مارس 2012، غرد أوفير غندلمان، المتحدث باسم رئيس الوزراء الإسرائيلي بنيامين نتنياهو، صورة لامرأة إسرائيلية وطفليها وهم يبتعدون عن صاروخ من غزة، واصفًا ذلك بأنه «عندما يكون صاروخ أُطلق من قبل مخرّبين من غزة على وشك ضرب منزلهم». عندما أُثبت أن الصورة تعود لعام 2009، قال «لم أصرح مطلقًا أن الصورة حديثة». خلال تلك الفترة، غردت خلود بدوي، منسقة الإعلام والإعلام في مكتب الأمم المتحدة لتنسيق الشؤون الإنسانية، بصورة لطفل فلسطيني ملطخ بالدماء. تعرضت لانتقادات لأن الطفل قُتل في عام 2006، في حادث مزعوم. وغردت لاحقًا بأنها نشرت عن طريق الخطأ صورة قديمة على تويتر. وذكرت وكالة معا الإخبارية بعد أسبوع أنه ورد في التقرير الطبي للمستشفى عن الفتاة القتيلة أنها توفيت «بسبب سقوطها من منطقة مرتفعة أثناء الغارة الإسرائيلية على غزة». هناك روايات مختلفة عن الكيفية التي تسببت بها الغارة الجوية الإسرائيلية، التي قيل إنها على بعد 100 متر عن مكان وقوع الحادث. ونفت إسرائيل أي تورط لها في مقتل الفتاة.

## قائمة القتلى الفلسطينيين
1. زهير القيسي، قائد لجان المقاومة الشعبية، قُتل في غارة جوية أولية في 9 مارس / آذار.[161]
2. أحمد الحنيني، عضو في لجان المقاومة الشعبية، قُتل في نفس الغارة الجوية.[161]
3. حسين برهم البريم (51 عاما) من لجان المقاومة الشعبية، قُتل في 10 آذار / مارس بينما كان يقود دراجته النارية شرق خان يونس.[162][163]
4. منصور كمال أبو نصيرة (20 عاما) من لجان المقاومة الشعبية، قُتل في نفس الغارة الجوية.[162][163]
5. مهدي أبو شاويش (24)، من لجان المقاومة الشعبية، قتل في رفح في وقت لاحق في 10 مارس / آذار.[162][163]
6. أحمد حجاج، من حركة الجهاد الإسلامي في فلسطين، قُتل في سيارته في مدينة غزة في 10 آذار / مارس.[164]
7. فايق سعد من الجهاد الإسلامي في فلسطين قُتل في نفس الغارة الجوية.[164]
8. معتصم حجاج، من الجهاد الإسلامي في فلسطين، قُتل في نفس الغارة الجوية.[164]
9. شادي الصيقلي من الجهاد الإسلامي في فلسطين.[165]
10. حازم قريقي من الجهاد الإسلامي.[165]
11. عبيد الغربلي من الجهاد الإسلامي.[165]
12. محمد حراره من الجهاد الإسلامي.[165]
13. محمد مغاري[ج]، من الجهاد الإسلامي في فلسطين، قُتل في بيت لاهيا في 10 آذار / مارس، بحسب الجهاد الإسلامي في فلسطين.[164][166]
14. ومحمود نجم من الجهاد الإسلامي في فلسطين قُتل في نفس الغارة الجوية، بحسب الجهاد الإسلامي في فلسطين.[164][166]
15. محمد الغمري، (26 عاما)، من الجهاد الإسلامي، قُتل في 10 آذار.[164][166]
16. أحمد ديب سالم (24 عام)، من لجان المقاومة الشعبية، قتل في مدينة غزة في 11 مارس / آذار، بحسب لجان المقاومة الشعبية.[167]
17. رأفت أبو عيد، (24 عام)، من الجهاد الإسلامي في فلسطين، قُتل في سيارته في خان يونس في 12 آذار.[168]
18. حمادة سلمان أبو مطلق، (24 عاماً)، قُتل شرق خان يونس في 12 مارس / آذار.[168]
19. بسام العجلة، من الجهاد الإسلامي في فلسطين، قُتل شرقي مدينة غزة في 12 آذار / مارس.[169]
20. محمد طاهر، من الجهاد الإسلامي في فلسطين، قُتل في نفس الغارة الجوية.[169]
21. محمد مصطفى الحسومي (65 عاماً)، مدني
22. فايزة محمد مصطفى الحسومي (30 عاماً)، مدني
23. نايف شعبان نايف قرموط (16 عامًا)، مدني